# 東サンディス旅客鉄道〜馬車しかない異世界で鉄道会社はじめます〜
『東サンディス旅客鉄道〜馬車しかない異世界で鉄道会社始めます〜』（ひがしサンディスりょかくてつどう ばしゃしかないいせかいで てつどうがいしゃはじめます）は、藤木俊（漫画）・STUDIO SEED（協力・彩色）による日本の漫画。『マンガワン』（小学館）にて2023年10月9日より2025年4月21日まで連載された。

## あらすじ
剣と魔法の世界にある大陸「サンディス」の田舎・タート村に暮らす青年・マークは、妹・ミレディを心配して追跡する。ミレディの背後にいた男を捉えると、別世界（日本）から来た鉄道マニアのロックだという。ミレディを助けるためにロックの異世界脱出に協力することになったが、迷走している内にゴーレムが出現して暴走し、それどころではなくなり、プリメーラなど魔法学校の生徒やイノ族と協力してゴーレムを退治することになった。

## 登場人物
サンディス大陸と鉄道にまつわる人々。

### ジャジャ兄妹
マークとミレディの2人は、タート村の実家で暮らしていた。
マーク・ジャジャ
主人公。最近とある駅で女の子を助ける夢を見続けてうなされていた。
彼が（ミレディを助けるために）とらえた鉄道マニアであるロックの能力「記憶のぞき」で、夢の理由がわかった。かつて日本の鉄道会社で駅員を務めていたことが判明し、駅員時代に女の子を助けようとして転生している。初登場時は17歳。
ミヨと魔法学校の話をしていて、鉄道会社への就職前に大学を卒業していたことが判明。
転生のきっかけになった貴子とは、国営鉄道開業時に始発駅で出会う。
ミレディ・ジャジャ
マークの妹。ジャジャ家ではアイドル的存在で、マークや父、従業員に溺愛されている。
通称・ミレ。魔法学校の生徒ではないが、ライトたちからは人気があり、同伴することもある。
特技はお菓子作り。医者を目指すため、首都にある医学校へ進学することになった。初登場時は14歳。
国営鉄道開業時に出会った貴子と、途中まで一緒に乗車している。

### ジャジャ家関係者
マークとミレディが暮らしていた実家は町工場である。従業員はミレディを「お嬢」と呼ぶが、マークは一従業員なので「マーク」と呼ぶ。
マイティ
マークの父。ミレディには甘いが、マークに対してはぞんざいな扱いをしている。
マークに対するぞんざいな扱いは、マークの母（彼の妻）に対するマークの塩対応がきっかけらしい。
ゲン
マイティが経営する工場で働く従業員。ミレディに惚れていて、プロポーズをしようとするが、そのたびにマークとマイティに妨害される。
アントニオ
マイティが経営する工場で働く従業員。ひげ面のおっさん。

### 魔法学校
プリメーラが所属している「王立エルシオン魔法学校」。ミヨによれば（プリメーラに連行された）マークやロックを含めて生徒は16人いるという。マークは「転生者としての魔法使いの駒」になることに懐疑的であったが、ミレディが医学校へ進学するので、稼ぎたいと前向きになった。
ロック・リバーサイド
日本時代（転生前）は田上 貴志（たがみ たかし）の名前で常磐線の沿線に住んでおり、鉄道研究会の部長であった。
宿題をしていたところ、突然変異で転生されてしまったサンディスから元に戻るために5年かけて協力者をさがしていたが、ミレディの指差し確認を見て、「彼女こそ、俺の探していた人だ」と誤解する。
マークにつかまるが、ミレディの話で「マークこそが、鉄道関係者からの転生者」と判明、妹が乗ってしまった列車が動いてしまったので、妹を助ける条件でマークに帰国への協力を約束させる。鉄道開業式で出会った貴子が転生者であることを見抜き、帰国の手がかりをつかもうとアクセスしようとするが、マークに「無理強いは良くない」と阻止される。
プリメーラ・エル・ラ・エルシオン
王立エルシオン魔法学校でロックを監禁していたが、隙を見て脱出したロックを追いかけて、ロックとジャジャ兄妹の前に出現。
マークたちの住むエルシオン王国の第三王女で、彼女も魔法を使える。
ミレディを助けようとして魔法が使えるようになったロックを「使える男」と判断。
そのうえで、（転生者の魔法使いである）ロックとマークを「欲しい」と確保して、魔法学校へ連行した。
ミレディを助けるために無断で外出したマークとロックを追いかけて、ミヨとシンやライト、クロやミーサたちを引き連れてイノ村付近で合流。
マークに「姫さん」と呼ばれる。
プリメーラの騎士たち
プリメーラの部下として働く6人の騎士。
彼らによってロックとマークは確保されてしまう。
セバス
プリメーラの執事。左目が見えないので、眼帯をしている。
ミヨ・ノーウェイ
魔法学校の生徒で、古株。マークたちと初対面時は18歳。治癒魔法と逃げ道作りが可能。
シン
魔法学校一の優等生。予知魔法が使える。マークとロックに何かと目をかけている。
アイリリ
プリメーラにゴーレムの映像情報を渡す。
クロ
プリメーラと一緒に、マーク達を助けに来た髑髏の帽子を被ったピンクヘアーの魔法使いの女性。
ミーサ・フォン・バレンシュタイン
ツインテールの髪型をしたピンクヘアーの魔法使いの女性。
ライト
赤毛でモヒカン刈りの大男。半裸の筋肉マンだが、力づくの魔法は使える。
金髪眼鏡と一緒になってミレディに求愛しようとするが、当然ながらマークに阻止される。
グリーンヘア女、金髪眼鏡褐色男
プリメーラの学校の教え子。プリメーラたちとともにマーク、ロックを追いかけてゆく。
プリメーラの斡旋で、マーク、ロック、ミレディ、ミヨ、シン、クロ、ミーサ、ライトと一緒に王立保養施設「ダンジョンの湯」へ慰問旅行に出掛けた。
カイライン・ス・メル・ラ・エルシオン
エルシオン王国の第二皇子。プリメーラの兄。
マークの大陸環状鉄道構想に賛同する。

### イノ族
マークがロックと共にミレディを救出するために故郷の村へ帰る途中に出くわす。イノシシの亜人。
ウリ、ボーア
故郷の村へ、（ミレディを一時連れ去ろうとした）謎の列車で向かう途中に出会う幼い姉弟。
彼らの村は魔物に襲われて逃げ出す途中であり、ウリに「弟が怪我して歩けないので、乗せてほしい」と言われ、マークは族長のいる村まで乗せる。
恩を返すため、ウリが案内人としてマーク、ロック、イノクに同行する。
身なりと言動から、マーク達はウリを兄と勘違いしたが、実は女子（姉）であることが判明した。
イノク
イノの族長。ウリとボーアが言うには「ゴーレムを倒せる力がある」らしい。
足を悪くしていてマークとロックに同行は難しいというが、彼のプレスを遣えばゴーレムを倒せるとのことで、列車に乗せる条件で同行。
シンマル
イノの幹部らしいリーゼントのおっさん。村人の誘導役として、マークたちに協力。
幼い兄弟を助けたマーク、ロックを（助けたとは思わず）最初は警戒していたが、ウリとボーアの話で恩人と判明して、「疑ってごめん」と陳謝。
同じようにプリメーラたちを警戒していたが、マークが仲裁に入り「仲間なら問題ない」と認めた。

### その他
それ以外の人々。
中根 貴子（なかね たかこ）
マークと因縁のある女性で、マーク（駅員）の前世では乗客として接しており、転生後はマークの夢によく出てくる。
サンディスでは魔王に転生していて、次々と征服しているが、手下が「エルシオン王国」を征服しようとすると、「そこはダメ」と阻止する。
エルシオン国営鉄道が開業したことを知り、あの駅員と関わりがあるのではないかと思い、再会を期待して始発駅へ向かい、マークと出会う。
マークのことは自身を助けてくれた駅員であると理解し、助けてくれたお礼と「私のせいで転生する羽目になった」お詫びを述べ、しばらくミレディと乗車するが、魔力を使って自分の国へ帰国。その後しばらくはマーク達に立ちはだかる立場になっていたが、「帰りたい」というロックの話を聞いて、帰国する手立てをマークに尋ねた。
ミハエル
マークがエルシオンだけでなく大陸中に鉄道を延伸しようとして交渉するが、鉄道嫌いのようで拒否してしまう。
国一番の商人。数少ないフダの仕入れも手掛ける。性格に難がある。
鉄道嫌いな理由について、「あんな大量輸送機関のおかげで俺の立場が急低下だよ」と嘆いている。
飛竜（ひりゅう）
コヒーたちが儀式を行わないので、苛立って暴れそうになった竜神。
コヒー
リリパット村の小人族。マーク達が敷設した鉄道のせいで大事な儀式が行えず、困った結果「何とかしてほしい」と訴えてきた。
サンディス魔族の副官
貴子の部下。立場上、マークたちとは敵対関係ではあったが、貴子のために共闘する。

## 用語
サンディス大陸
異世界にある大陸。マークとロックの転生先は大陸内のエルシオン王国にある。マークはタート村に転生されたが、ロックは5年も移動したので転生先は不明。
この地域の交通手段は馬車しかなく、列車はマークとミレディがロックと出会ったときに突然変異で登場した。
列車
マークたちのところに突如、出現したのはJR東日本E231系電車。ミレディが試しに中へ入ったところ、突如発車して暴走した。その列車はレール（それに付随する工作物）とセットで出現したので、普通に走ることができる。ただし、パンタグラフがないので蓄電池電車か気動車と思われる。

## 書誌情報
- 藤木俊（漫画）・STUDIO SEED（協力・彩色）『東サンディス旅客鉄道』小学館〈裏少年サンデーコミックス〉、既刊2巻（2025年1月10日現在）
  1. 2024年9月24日発売、ISBN 978-4-09-853588-0
  2. 2025年1月10日発売、ISBN 978-4-09-853799-0